# Gobius paganellus
Gobius paganellus es una especie de peces de la familia de los Gobiidae en el orden de los Perciformes.

## Morfología
- Los machos pueden alcanzar los 12 cm de longitud total.
- El cuerpo es alargado y cilíndrico.
- La boca se encuentra inclinada.
- Los orificios nasales pueden presentar pequeños tentáculos.
- Las dos aletas dorsales se encuentran una a continuación de la otra. Las pectorales tienen los primeros radios libres, son largos y gruesos y llegan hasta la segunda dorsal. Las pélvicas se han modificado en forma de ventosa. El anal es casi tan larga como la segunda dorsal.
- Es de color marrón con tonos verdosos y manchas rojas tanto en el cuerpo como en las dorsales.[1][2]

## Reproducción
Es ovíparo y la madurez sexual le llega hacia los 2-3 años. La reproducción tiene lugar de enero a junio en el Mar Mediterráneo, y de abril a junio en la zona del Canal de la Mancha. La puesta se realiza bajo piedras o conchas y el macho se encarga de proteger a los huevos hasta que eclosionan (alrededor de 20 días). Las larvas (de 4-5 mm). 

## Alimentación
Come pequeños crustáceos y poliquetos.

## Hábitat
Es bentónico: preferentemente aparece en el litoral rocoso poco profundo, en el interior de puertos litorales donde puede resistir cambios de salinidad (puede tolerar el agua dulce) su temperatura óptima del agua oscila entre los 8 y los 24 °C).

## Distribución geográfica
Se encuentra desde el oeste de Escocia hasta el Senegal, incluyendo Cabo Verde, las Canarias, Madeira y las Azores. También en el Mar Mediterráneo, el Mar Negro y, desde la apertura del Canal de Suez, también en el Mar Rojo y el Golfo de Aqaba.

## Costumbres
- Es sedentario.

## Observaciones
- Tiene una longevidad de 10 años.

## Conservación
No se encuentra en la Lista Roja de la UICN.